# Osmanski ratovi u Europi
Osmanski ratovi u Europi bili su niz vojnih sukoba između Osmanskoga Carstva i raznih europskih država koji potječu iz kasnog srednjeg vijeka pa sve do početka 20. stoljeća. 
Najraniji sukobi započeli su tijekom Bizantsko-osmanskih ratova, vođenih u Anadoliji krajem 13. stoljeća, prije nego što su sredinom 14. stoljeća ušli u Europu s Bugarsko-osmanskim ratovima. Sredinom 15. stoljeća, Srbija i Albanija vodile su Srpsko-osmanske ratove i Albansko-osmanske ratove protiv Turaka Osmanlija. Veliki dio ovog razdoblja karakteriziralo je osmansko širenje na Balkan. Osmansko Carstvo je dodatno prodrlo u Srednju Europu u 15. i 16. stoljeću, kulminirajući vrhuncem osmanskih teritorijalnih zahtjeva u Europi.
Mletačko-osmanski ratovi trajali su četiri stoljeća, počevši od 1423. i trajući do 1718. To je razdoblje svjedočilo padu Negropontea 1470., padu Famaguste (Cipar) 1571., porazu osmanske flote u bici kod Lepanta 1571. godine (u to vrijeme najveća pomorska bitka u povijesti), pad Kandije (Kreta) 1669., mletačko ponovno osvajanje Moreje (Peloponez) 1680-ih i ponovni gubitak 1715. Otok Krf pod mletačkom vlašću ostao je jedini grčki otok, koji nisu osvojili Osmanlije.
Krajem 17. stoljeća, europske su se sile počele konsolidirati protiv Osmanlija i formirale su Svetu ligu, preokrenuvši brojne osmanske dobitke na kopnu tijekom Velikog turskog rata 1683. – 1699. Unatoč tome, osmanske su se vojske mogle održati protiv svojih europskih suparnika sve do druge polovice 18. stoljeća.
U 19. stoljeću, Osmanlije su se suočile s pobunom svojih srpskih (1804. – 1817.) i grčkih (1821. – 1832.) podanika. To se dogodilo u tandemu s Rusko-turskim ratovima, koji su dodatno destabilizirali Carstvo. Konačno povlačenje osmanske vlasti došlo je s Prvim balkanskim ratom (1912. – 1913.), nakon čega je uslijedilo potpisivanje Sèvreskog ugovora na kraju Prvoga svjetskoga rata.